# طريقة المستطيل

في الرياضيات، وبشكل خاص في التحليل العددي، تستخدم طريقة المستطيل (تسمى أيضا النقطة الوسطية) لحساب تقريب لتكامل محدود وذلك بإيجاد مساحة المستطيلات التي يكون ارتفاعها محقق من قيم الدالة.
بشكل خاص، تقسم الفترة {\displaystyle (a,b)} المراد مكاملتها إلى فترات فرعية متساوية {\displaystyle n} طولها {\displaystyle \Delta =(b-a)/n}.
يحسب التكامل التقريبي بجمع مساحات الـ
{\displaystyle n} من المستطيلات من الصيغة:
{\displaystyle \int _{a}^{b}f(x)\,dx\approx \sum _{i=1}^{n}f(a+i'\Delta )\Delta }
حيث {\displaystyle i'} تعرف بأنها إما {\displaystyle i-1}, {\displaystyle i} أو{\displaystyle i-1/2}, اعتمادا على التقريب بدلالة الركن الأعلى الأيسر, الركن الأعلى الأيمن أو وسط الخط الأعلى.

## برنامج بلغة سي
```
#include
 
<stdio.h>

#include
 
<math.h>

double
 
f
(
double
 
x
){

   
return
 
sin
(
x
);

}

double
 
rectangle_integrate
(
double
 
a
,
 
double
 
b
,
 
int
 
subintervals
){

   
double
 
result
;

   
double
 
interval
;

   
int
 
i
;

   

   
interval
=
(
b
-
a
)
/
subintervals
;

   
result
=
0
;

   

   
for
(
i
=
1
;
i
<=
subintervals
;
i
++
){

      
result
+=
f
(
a
+
interval
*
(
i
-0.5
));

   
}

   
result
*=
interval
;

   
return
 
result
;

}

int
 
main
(
void
){

   
double
 
integral
;

   
integral
=
rectangle_integrate
(
0
,
2
,
100
);

   
printf
(
"Integral: %f 
\n
"
,
integral
);

   
return
 
0
;

}

```

## إنظر أيضا
- قاعدة سمبسون